# Type 214
Le Type 214 est un sous-marin allemand doté d'une propulsion à pile à combustible et Diesel développé par la Howaldtswerke-Deutsche Werft (HDW). Le Type 214 est la version étudiée pour l'exportation du Type 212.

## Diffusion
Il est utilisé dans les marines hellénique, de la République de Corée et portugaise. La marine turque est également en train de s'équiper avec ce type de sous-marin.
Un projet pour une version agrandie, le Type 216, a été proposé sans succès à la marine australienne, dans l'appel d'offres pour le remplacement de sa classe Collins. 

## Bâtiments
| Pays                                      | no coque | Nom                 | Pose de la quille | Lancement        | Mise en service   | Chantier                                 |
| ----------------------------------------- | -------- | ------------------- | ----------------- | ---------------- | ----------------- | ---------------------------------------- |
| Grèce Contrats : 2000 : 4 2010 : 2        | S 120    | Papanikolis         | 27 février 2001   | 22 avril 2004    | 2 novembre 2010   | Howaldtswerke-Deutsche Werft             |
| Grèce Contrats : 2000 : 4 2010 : 2        | S 121    | Pipinos             | Février 2003      | 2 octobre 2014   | 6 octobre 2014    | Hellenic Shipyards Co.                   |
| Grèce Contrats : 2000 : 4 2010 : 2        | S 122    | Matrozos            | Février 2004      | Novembre 2007    | 23 juin 2016      | Hellenic Shipyards Co.                   |
| Grèce Contrats : 2000 : 4 2010 : 2        | S 123    | Katsonis            | 2005              | 2007             | 23 juin 2016      | Hellenic Shipyards Co.                   |
| Grèce Contrats : 2000 : 4 2010 : 2        | ?        |                     |                   |                  |                   | Hellenic Shipyards Co.                   |
| Grèce Contrats : 2000 : 4 2010 : 2        | ?        |                     |                   |                  |                   | Hellenic Shipyards Co.                   |
| Corée du Sud Contrats : 2000 : 3 2008 : 6 | SS-072   | ROKS Sohn Won-yil   | Octobre 2002      | 9 juin 2006      | 27 décembre 2007  | Hyundai Heavy Industries                 |
| Corée du Sud Contrats : 2000 : 3 2008 : 6 | SS-073   | ROKS Jeong Ji       | 2004              | 13 juin 2007     | 2 décembre 2008   | Hyundai Heavy Industries                 |
| Corée du Sud Contrats : 2000 : 3 2008 : 6 | SS-075   | ROKS An Jung-geun   |                   | 4 juin 2008      | 1er décembre 2009 | Hyundai Heavy Industries                 |
| Corée du Sud Contrats : 2000 : 3 2008 : 6 | SS-076   | ROKS Kim Jwa-jin    | 2008              | 13 août 2013,    | 30 décembre 2014  | Daewoo Shipbuilding & Marine Engineering |
| Corée du Sud Contrats : 2000 : 3 2008 : 6 | SS-077   | ROKS Yun Bong-gil   | 2009              | 3 juillet 2014   | 20 juin 2016      | Hyundai Heavy Industries                 |
| Corée du Sud Contrats : 2000 : 3 2008 : 6 | SS-078   | ROKS Yu Gwan-sun    | 2010              | 7 mai 2015       | 10 juillet 2017   | Daewoo Shipbuilding & Marine Engineering |
| Corée du Sud Contrats : 2000 : 3 2008 : 6 | SS-079   | ROKS Hong Beom-do   | 2011              | 5 avril 2016     | 19 janvier 2018   | Hyundai Heavy Industries                 |
| Corée du Sud Contrats : 2000 : 3 2008 : 6 | SS-081   | ROKS Lee Beom-seok  | 2012              | 8 novembre 2016  | 13 mai 2019       | Daewoo Shipbuilding & Marine Engineering |
| Corée du Sud Contrats : 2000 : 3 2008 : 6 | SS-082   | ROKS Shin Dol-seok  | 2013              | 7 septembre 2017 | 31 janvier 2020   | Hyundai Heavy Industries                 |
| Portugal Contrat : 2010 : 2               | S160     | NRP Tridente (S160) | 7 mars 2005       | 15 juillet 2008  | 7 septembre 2011  | Howaldtswerke-Deutsche Werft             |
| Portugal Contrat : 2010 : 2               | S161     | NRP Arpão (S161)    | 15 avril 2007     | 16 juin 2009     | 28 avril 2011     | Howaldtswerke-Deutsche Werft             |
| Turquie Contrat : 2009 : 6                | S-330    | Piri Reis           | 10 octobre 2015   | 22 décembre 2019 | 24 août 2024      | Gölcük Naval Shipyard (en)               |
| Turquie Contrat : 2009 : 6                | S-332    | Hizir Reis          | 25 février 2018   | 23 mai 2022      |                   | Gölcük Naval Shipyard                    |
| Turquie Contrat : 2009 : 6                | S-334    | Murat Reis          | 25 février 2018   | 29 mai 2025      |                   | Gölcük Naval Shipyard                    |
| Turquie Contrat : 2009 : 6                | S-333    | Aydın Reis          | 4 novembre 2018   |                  |                   | Gölcük Naval Shipyard                    |
| Turquie Contrat : 2009 : 6                | S-334    | Seydi Ali Reis      | 22 décembre 2019  |                  |                   | Gölcük Naval Shipyard                    |
| Turquie Contrat : 2009 : 6                | S-335    | Selman Reis         | 23 mai 2022       |                  |                   | Gölcük Naval Shipyard                    |

## Commercial

### Prospections en cours
- Grèce : en 2025, la Grèce commence des discussions avec les principaux constructeurs de sous-marins européens, pour l'achat de 4 nouveaux sous-marins capables de compenser l'écart capacitaire avec la Turquie. Les premières consultations évaluent la classe Blekinge (ou A26) de Saab, les types 214 et 209NG de TKMS ainsi que le Scorpène et une version dérivée du Barracuda de Naval Group[19].

### Échecs de vente
- Inde : en 2005, le Scorpene est sélectionné contre le type 214, afin de créer la classe Kalvari[20]
- Australie : en 2016, le « Shortfin Barracuda » est sélectionné contre le type 216, une version agrandie pour répondre aux besoins de la marine australienne, dans l'appel d'offres pour le remplacement de sa classe Collins[1]. Le motif invoqué par les australiens a été le niveau de bruit émis, ce qui a été vivement contesté par le constructeur[21].